# Èmfrur
Èmfrur (en grec antic ἔμφρουρος, literalment 'el que està de guàrdia') era el nom que es donava als ciutadans espartans i als periecs durant el període en què podien ser cridats en qualsevol moment per fer el servei militar, segons Xenofont.
Aquest període durava fins al cap de quaranta anys d'haver arribat a la majoria d'edat, és a dir, fins que tenien seixanta anys. Durant aquest temps els espartans no podien sortir del país sense permís de les autoritats. L'única excepció la constituïa el que era pare de tres fills, que es convertia en ἄφρουρος ("afrouros", de φρουρά "frourá" soldat equipat), segons Aristòtil, que en quedava lliure.